# Чакмакли
Чакмакли (тур. Çakmaklı) је насељено место у округу Алиага у вилајету Измир, Турска. Према попису из 2020. било је 829 становника.
Чакмакли настањују Бошњаци, чији су се преци доселили након Балканских ратова из Бихаћа и Сарајева у Босни.